# SAGEM myX5-2v
SAGEM myX5-2v – ulepszona wersja SAGEM myX5-2 przede wszystkim o kamerę cyfrową.

## Dane techniczne

### Bateria
- Typ: Li-Ion
- Maksymalny czas rozmów: 4h 45 min
- Maksymalny czas czuwania: 370h
- Pojemność 920 mAh
- W praktyce (w tym 30 min rozmów): przy dużej sile sygnału ok. 7 dni, przy minimalnej sile sygnału ok. 2 dni

### Dodatkowe
- WAP 2.0
- Java: JTWI 1.0, MIDP 2.0, CLDC 1.0 (brak możliwości wgrania apletu przez kabel czy IrDA)
- Gry Java (2 wbudowane)
- Łącza: USB - niestandardowe gniazdo, IrDA
- GPRS Class 10 (4+1 & 3+2)
- CSD
- Wiadomości: SMS (T9)/EMS/MMS, pamięć 100 SMS w aparacie
- Obsługa typów plików
  - BMP, JPEG, PNG, GIF, animacje gif, 3GP
  - MP3 albo AAc, iMelody, Midi, spMidi, WAV, AMR,
- Inne: blokada klawiatury, budzik, zegar, timer, kalkulator, kalendarz, przelicznik walut, notatki głosowe, lista spraw, alarm wibracyjny, zestaw głośnomówiący, prosty edytor obrazów (tylko dla fotografii zrobionych telefonem), gumowana obudowa (guma antypoślizgowa)
- Dzwonki HiFi, 16-tonowe, możliwość przypisania dzwonka i obrazka danemu kontaktowi
- Wbudowany aparat cyfrowy VGA, i 4x zoom cyfrowy oraz video 3gp, lusterko do autoportretu
- Możliwość zmiany obudowy